# Munio von Zamora

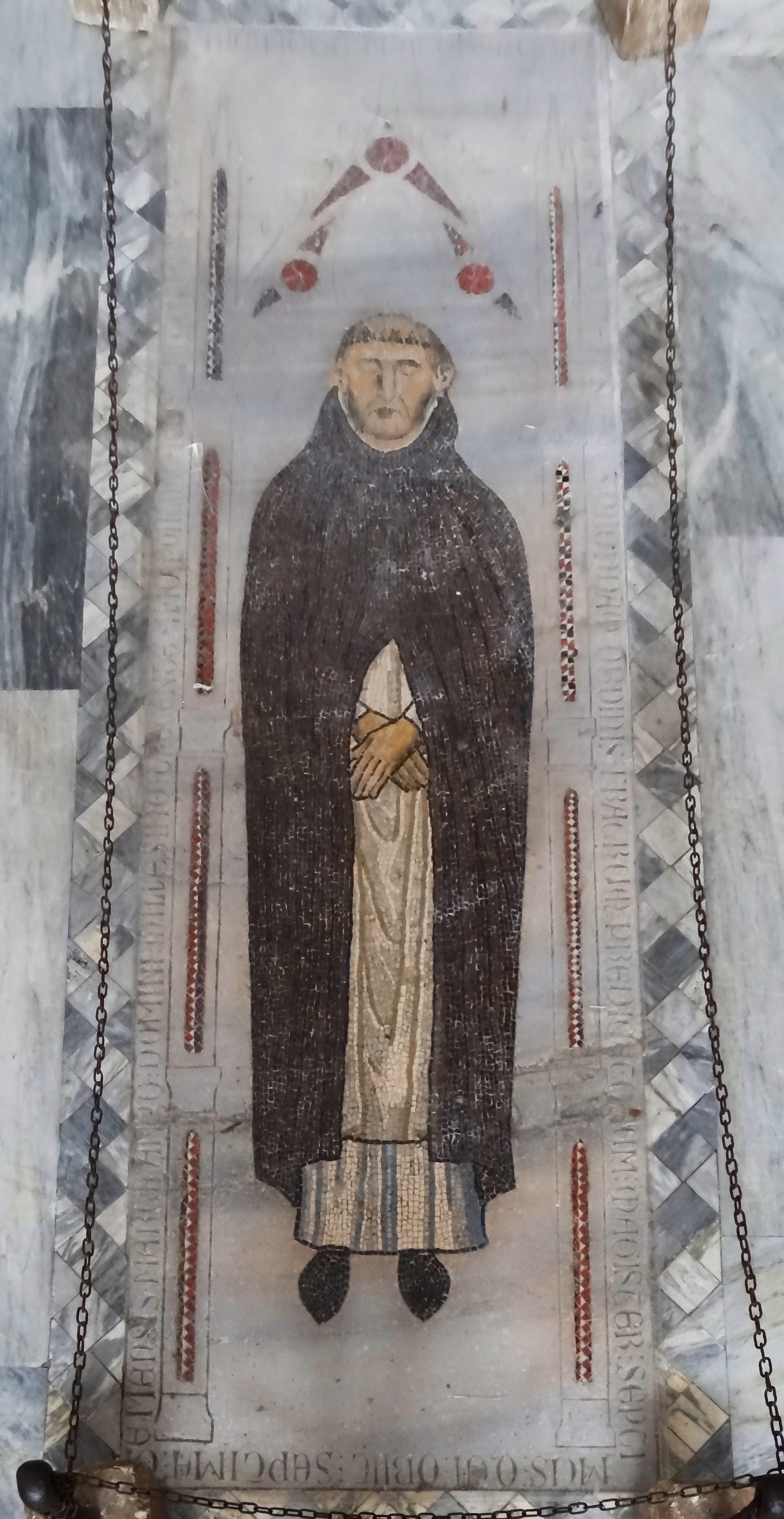
Munio von Zamora, Epitaph in Santa Sabina, Rom

Munio von Zamora (* 1237 in Zamora; † Februar 1300 in Rom) war ein spanischer Dominikaner, der siebte Ordensmeister und Bischof von Palencia. Er wird als „Gründervater“ der dominikanischen Terziaren angesehen, ihm wird die Abfassung der Regel für die Brüder und Schwestern von der Buße des heiligen Dominikus zugeschrieben, die mehr als 600 Jahre überdauerte.

## Leben
Munio trat 1257 in den Dominikanerorden ein. Seit 1281 Provinzial seiner Heimatprovinz, wurde er 1285 vom Generalkapitel in Bologna zum Ordensmeister gewählt, obwohl er, anders als seine Vorgänger, kein Universitätsstudium absolviert hatte. In seinem ersten Rundschreiben forderte er von den Brüdern und Schwestern des Ordens die strengere Einhaltung der Ordensregeln, vor allem der Armut und der Stille. Nach politischen Ränkespielen sowie Druck von päpstlicher Seite legte Munio 1291 das Amt des Ordensmeisters nieder und wurde danach zum Bischof von Palencia gewählt. Nach Anfeindungen zog er sich in das Kloster von Santa Sabina in Rom zurück, wo er begraben liegt.

## Der dritte Orden (Terziaren)
In der Munio zugeschriebenen Regel für die Gemeinschaft der Brüder und Schwestern von der Buße des heiligen Dominikus sollten zwei bis dahin verschiedene geistliche Lebensformen der Vita activa und der Vita contemplativa einander angenähert werden. Diese Regel wurde durch Papst Innozenz VII. approbiert. Diese Initiative Munios war „die wirkungsvollste Handlung seiner Amtszeit“. Aus dieser Bewegung ging im 15. Jahrhundert der dritte Orden der Dominikaner (Terziaren) hervor, die sich heute als dominikanische Laien bezeichnen. Diese versprechen dem Generaloberen den Gehorsam und werden damit in den Dominikanerorden aufgenommen.